# Euphylidorea flavapila
Euphylidorea flavapila là một loài ruồi trong họ Limoniidae. Chúng phân bố ở miền Tân bắc.